# James Cooley (matematico)
James William Cooley (New York, 18 settembre 1926 – Huntington Beach, 29 giugno 2016) è stato un matematico statunitense.

## Biografia
Cooley si laureò nel 1949 presso il Manhattan College del Bronx a New York, ottenne un master, nel 1951, presso la Columbia University di New York e un dottorato di ricerca in matematica applicata, nel 1961, sempre presso la stessa università. È stato un programmatore del computer di John von Neumann presso l'Institute for Advanced Study di Princeton, dal 1953 al 1956. Ha lavorato su calcoli di meccanica quantistica al Courant Institute of Mathematical Sciences della New York University, dal 1956 al 1962, quando entrò a far parte della ricerca presso l'IBM, al Watson Research Center di Yorktown Heights. Dopo il ritiro dalla IBM, nel 1991, entrò a far parte del Dipartimento di ingegneria elettronica, all'Università del Rhode Island a Kingston, dove prestò servizio presso la facoltà di ingegneria informatica.
Il suo contributo più significativo al mondo della matematica e dell'elaborazione del segnale digitale è la trasformata Fast Fourier, che sviluppò insieme a John Tukey (inerente all'algoritmo Cooley-Tukey o trasformata di Fourier veloce) mentre lavorava per la divisione di ricerca dell'IBM nel 1965.
J. W. Cooley è stato membro del Digital Signal Processing Committee dell'Institute of Electrical and Electronics Engineers, ed eletto Fellow dell'IEEE per il suo lavoro su FFT, ottenendo la IEEE Centennial Medal. Nel 2002 ha ricevuto la IEEE Jack S. Kilby Signal Processing Medal. Ha notevolmente contribuito alla definizione della terminologia nell'elaborazione del segnale digitale.